# Vestel
Vestel is een Turks bedrijf dat in 1984 is opgericht.  Vestel is een van de grootste elektronicabedrijven in Turkije en had in 2022 ruim 20.000 werknemers. Het bedrijf exporteert producten naar 140 landen. De fabrieken van Vestel liggen in Manisa.

## Beschrijving
Het bedrijf produceert en levert naast televisietoestellen en beeldschermen ook witgoed (afwasmachines, koelkasten, wasmachines), producten voor telecommunicatie (smartphones en tablets) en ledverlichting. Sinds 2006 produceert Vestel ook computerspellen.
Vestel produceert producten onder eigen merken (zoals Regal, SEG), maar een aanzienlijk deel wordt geproduceerd voor andere merken (zoals Medion, Xiron, Dual) waarin Vestel opereert als OEM-fabrikant.
In 2006 was Vestel de grootste producent van televisies in Europa met ruim 8 miljoen verkochte exemplaren, waarmee het een kwart van de Europese markt in handen had.
Het bedrijf is onderdeel van Zorlu Holding, een van de grootste concerns in Turkije, met het hoofdkantoor in Istanboel. Het bedrijf is genoteerd aan de beurs, maar het grootste deel van de aandelen is in handen van Zorlu Holding. Eerder werd 74,81 procent van het bedrijf bestuurd door Collar Holding B.V, een Nederlands bedrijf.
Vestel is sponsor van de sportclub Manisaspor.
In Nederland is Vestel actief met dochteronderneming Vestel Benelux BV.
In 2023 ging het bedrijf een samenwerking aan met Togg, een Turks automerk van elektrische voertuigen.